# Guyer Rock
Der Guyer Rock ist ein niedriger Klippenfelsen in der Marguerite Bay vor der Fallières-Küste des Grahamlands auf der Antarktischen Halbinsel. Er liegt 26 km westlich der Flyspot Rocks.
Das UK Antarctic Place-Names Committee benannte ihn 1986 nach Leutnant Simon Thomas Glade Guyer (* 1964) von der Royal Navy, Offizier an Bord der Endurance, die während einer zwischen 1985 und 1986 unternommenen Antarktisfahrt auf diesen Felsen aufgelaufen war.